# Nymphon bergi
Nymphon bergi is een zeespin uit de familie Nymphonidae. De soort behoort tot het geslacht Nymphon. Nymphon bergi werd in 1961 voor het eerst wetenschappelijk beschreven door Losina-Losinsky. 